# 基地 (小說)
《基地》（意為地基、基石），是美國作家以撒·艾西莫夫出版於1951年的科幻小說短篇集，「基地三部曲」的第一部（後來發展成「基地系列」），1955年曾以《千年計劃》（The 1,000-Year Plan）為名，收錄在「雙重王牌叢書」（Ace Double），第D-110號叢書。這部短篇集裡其中的4篇故事，原載於1942年到1944年之間的《驚奇雜誌》（Astounding Magazine，但是不同標題），第5篇則是集結成書時加進去的。幾十年後，艾西莫夫又追加兩本前傳，之後也授權其他作家為這個系列編寫新的故事。

## 第一篇：心理史學家

### 故事情節
銀河紀元12067年，1951年出書時新增的篇章。

故事從有著一萬兩千年歷史的銀河帝國首都行星川陀開始。雖然川陀已經屹立萬年，表面上一派勢力強大，發展穩健，暗地裡卻已經開始衰落。意識到這一點的只有發明了心理史學的數學家哈里·謝頓。心理史學是一門經由歷史事件預測未來趨勢的科學，根據這門科學，他預測帝國將在五百年內覆滅，從而導致三萬年的無政府狀態。帝國直轄的公共安全委員會認為謝頓妖言惑眾，逮捕了他和新助手蓋爾·多尼克（Gaal Dornick）。
在審判中，謝頓說出他的預言，語驚四座。他並計劃領導眾多學者編輯一本包含全人類知識的《银河百科全书》，以此減緩帝國殞落的後遺症。委員會得知他的計劃並非顛覆帝國的陰謀詭計後，將哈里·謝頓的團隊連同他的計劃放逐到銀河系的邊緣「端點星」。

### 幕後花絮
〈心理史學家〉是「基地三部曲」中唯一一篇沒有刊載在《驚奇雜誌》的短篇小說，也是三部曲中最晚出生的文章（雖然年代時間是最早的）。艾西莫夫有感於基地故事開始得太過突兀，於是集結出書前，大約1950年左右，動筆寫了這麼一篇「前傳」。但是大部份的讀者都不知道，「前傳」還有一個非常短的版本。艾西莫夫寫〈百科全書編者〉時（那時候篇名是〈基地〉），故事開頭曾經有過一篇楔子，出書後就拿掉了。

## 第二篇： 百科全書編者
基地紀元49-50年，這篇短篇小說首刊於1942年5月，原名〈基地〉（Foundation）。

故事發生在〈心理史學家〉五十年後，端點星面臨首度的「謝頓危機」（Seldon Crisis）銀河帝國邊緣的星群紛紛獨立起來，端點星處於四個王國之間，備受威脅。此時，謝頓早前錄下影像突然播放，告知他的後人端點星「銀河百科全書第一號基地」的真正目的──在千年後建立一個新的銀河帝國。同時，在這一千年間，基地會遇到各種不同的危機，令基地可以急速成長。端點星市長塞佛·哈定（Salvor Hardin）趁機發動政變，從心神未定的百科全書理事會手中奪權，以他靈活的手腕帶領端點星走出危機。

## 第三篇：市長
基地紀元79-80年，這篇短篇小說首刊於1942年6月，原名〈馬勒與馬鞍〉（Bridle and Saddle）。

故事發生在〈百科全書編者〉之後三十年，市長塞佛·哈定(Salvor Hardin)運用政治手段，對週邊諸國輸出科技物資，並將科學冒充成宗教，以形而上的力量，制住周邊的諸王國。和平一段時間之後，衝突逐漸浮上檯面。端點星年輕氣盛的市議員，對哈定無條件科援周邊諸國的政策感到不滿，意圖推翻哈定。四王國之一的安納克里昂王庭也不願接受基地的宗教控制，出兵攻擊基地。最後哈定巧妙地以深植人心的偽宗教力量，使安納克里昂王國的士兵臨陣叛變，化解掉基地的第二次「謝頓危機」。

## 第四篇：行商

### 故事情節
基地紀元134年，這篇短篇小說首刊於1944年10月，原名〈楔子〉（The Wedge）。

行商的工作主要是幫助基地拓展貿易觸角，佔據經濟殖民領地，從中賺取暴利。距離〈市長〉數十年後，基地已經藉由星際貿易，成功拓展影響力，但是有一顆落後行星卻堅決反核，兼具基地間諜身份的行商長親臨推銷核能，反被逮捕入罪。行商長的好友利馬·彭耶慈（Limmar Ponyets）前往營救，以他的宗教背景，與基地化腐朽為神奇的核能科技，挑撥行星王庭裡的無知迷信和人性自私，最後不只救出行商長，還成功將核能推銷出去。

### 幕後花絮
雖然〈行商〉是在〈商業王侯〉之前，其實〈行商〉在起筆跟出版時間上都較晚。艾西莫夫回頭撰寫〈行商〉，以使基地從宗教控制過渡到經濟影響的這段過程，顯得較有可信度，容易理解。也使得〈商業王侯〉提到「阿斯康事件」時，不用大費篇幅作解釋。（簡單的說，就是阿斯康一開放與基地貿易後，傳教士就如潮水般湧來，隨即便失去所有對抗基地的力量）
有趣的是，「利馬·彭耶慈」這個角色原本叫「拉珊·迪伐斯」（Lathan Devers），是在《基地與帝國》第一篇短篇故事〈將軍〉裡扮演吃重角色的人物。

## 第五篇：商業王侯
基地紀元154-160年，這篇短篇小說首刊於1944年8月，原名〈大與小〉（The Big and the Little）。

行商長侯伯·馬洛（Hober Marlow）奉命到科瑞爾共和國（Republic of korell）調查太空商船失蹤事件。科瑞爾是個嚴格限制行商活動，甚至嚴禁傳教士入境的落後行星，因此基地勢力一直難以滲透。在途中，馬洛發現了銀河帝國再次重返銀河邊沿和在西維納(Siwenna)認識了老人巴爾 (Onum Barr)(此兩點帶出了第二部故事的第一篇)。他用三寸不爛之舌和科瑞爾領袖建立起貿易合約，馬洛心裡清楚，自己是聽到了第三次「謝頓危機」的腳步聲。
返回基地之後，馬洛開始積極部署通往市長的政治大道，經歷一番政治鬥爭，終於成為名實相符的基地領導人。另一方面，科瑞爾共和國獲得銀河帝國的軍事援助，野心勃勃地向繁榮富裕的基地展開攻擊，面對第三次「謝頓危機」，馬洛消極地無所作為，飽受抨擊，實際上基地早已制住科瑞爾，只是這次不是靠科技冒充的宗教，而是輸出民生科技到科瑞爾的貿易。馬洛只需等待，失去售後服務的科瑞爾遲早要繳械來降。

## 外部連結
- 艾西莫夫官方網頁 （页面存档备份，存于）